# Christopher Titus
 (décembre 2008).
Si vous disposez d'ouvrages ou d'articles de référence ou si vous connaissez des sites web de qualité traitant du thème abordé ici, merci de compléter l'article en donnant les références utiles à sa vérifiabilité et en les liant à la section « Notes et références ».
Christopher Titus, né le 1er octobre 1964 à Castro Valley, (Californie, États-Unis), est un humoriste, acteur et podcasting américain.
Il a grandi à Newark. Titus s’est fait connaître dans son pays grâce à la série de la FOX intitulée Titus ; il connaît également le succès dans le stand-up où il se focalise sur sa famille dysfonctionnelle et les choses choquantes qu’il a vécues. Titus fait du stand-up depuis ses dix-huit ans. Depuis juillet 2014, il anime le jeu télévisé Pawnography, présenté sur le History Channel.

## Origines
Kenneth et Juanita Titus ont donné naissance à Christopher Todd Titus à Castro Valley. Les parents de Titus divorcèrent alors qu’il avait six ans et c’est son père qui eut la garde de Christopher ; cependant, Titus pouvait aller voir sa mère occasionnellement. Titus fut élevé dans une famille dysfonctionnelle : son père était alcoolique, tandis que sa mère avait des antécédents de maladie mentale, souffrant de troubles tels que le trouble bipolaire et la schizophrénie paranoïde. Juanita Titus fut finalement arrêtée pour avoir tué son second mari en 1986, et fut déclarée non coupable pour cause d’irresponsabilité pénale en raison de ses troubles mentaux[citation nécessaire]. En 1994, elle se suicida. Titus avait des problèmes d’alcool et de drogue, jusqu’à ce qu’un jour, alors qu’il était ivre, il tombe dans un feu de joie lors d’une fête ; il fut conduit d’urgence à l’hôpital, où le médecin lui dit qu’il serait mort s’il avait avalé la fumée chaude et mortelle du feu de joie. Titus appelle cet événement sa révélation (« epiphany ») ; il commença alors à changer radicalement de vie et à se lancer dans la comédie.

## Comédie
Titus plaisante au sujet de bizarreries à potentiel comique telles que les batailles pour obtenir la garde des enfants, la folie, les suicides dans la famille, les crises cardiaques, et le fait d’en venir aux mains avec son père. « Je pense que notre psychose collective est hilarante. Vu la vitesse à laquelle le monde bouge, si nous n’étions pas dysfonctionnels, nous ne pourrions pas fonctionner », dit-il. Christopher adopte un style qui flirte avec la limite, provocateur. Après des années passées à expérimenter une narration sombre et personnelle, il a fait les débuts de son one-man show Norman Rockwell Is Bleeding au Hudson Theatre à Los Angeles. La représentation fut bien reçue. Déjà un triomphe au festival Juste pour rire de Montréal en 1996, 1997 et 1999, son spectacle se joue au festival à guichets fermés en 2000 au prestigieux Centaur Theatre.
Il a joué la première de son numéro spécial le plus récent, The 5th Annual End of the World Tour, sur Comedy Central le dimanche 18 mars 2007 à 22h00 (EDT) ; ce dernier est désormais disponible dans un coffret deux disques sorti par Comedy Central Records.
Son premier spectacle diffusé à la télévision, Norman Rockwell is Bleeding, est sorti sur CD le 22 juillet 2008.
Le spectacle qu’il interprète présentement sur scène s’intitule Love is Evol ; il traite du divorce de Titus et des relations violentes, entre autres choses. Il sera enregistré en octobre pour Comedy Central.

## Télévision
Les apparitions télévisées de Titus en stand-up comprennent The Tonight Show with Jay Leno et, sur Comedy Central, Premium Blend. Il a aussi été l’animateur de Good Day Live sur la FOX, Dashboard Dreams sur VH1 et USO Comedy Tour sur Comedy Central.
Ses apparitions télévisées en tant qu’invité comprennent Twilight Zone sur UPN, Oui, chérie ! (Yes, dear) sur CBS, 21 Jump Street sur la FOX, Damon et Beyond Belief: Fact or Fiction, Jenny sur NBC, et Loïs et Clark, les nouvelles aventures de Superman sur ABC. Au cinéma, il a eu des rôles de covedette dans Crash Dive, Les Clowns tueurs venus d'ailleurs, Scar et Remarkable Power.
Il a régulièrement participé à The Tonight Show, Politically Incorrect et The Late Late Show with Craig Kilborn. Titus a été la vedette, le producteur exécutif et le cocréateur de la série de la Fox Titus, une série comique noire basée sur Norman Rockwell Is Bleeding, et qui a été diffusée de 2000 à 2002. Le Time a qualifié la série Titus de « brutale, hilarante et audacieuse, » tandis que Newsday a parlé de Christopher comme étant « la voix comique la plus originale de la télévision depuis Seinfeld.»
Titus a reçu une nomination de la Writer’s Guild pour son travail sur Titus, et l’émission a reçu une nomination aux Emmy Awards.
En 2004, Norman Rockwell is Bleeding est devenu son premier spectacle spécial pour la télévision, et a entamé sa diffusion sur Showtime.
Après l’annulation de Titus par la chaîne, Titus a tenu le rôle principal dans un pilote d’une heure pour NBC intitulé Future Tense ; la série n’a pas été retenue par NBC. Titus a collaboré avec NBC, Sony et Showtime comme scénariste/producteur. Il a récemment tourné Special Unit, un pilote qu’il a conçu pour Comedy Central ; Titus décrit la série comme un The Shield avec des nains et des acteurs handicapés.
Titus a figuré au générique de la série Big Shots qui a fait son apparition à la télévision sur ABC le 27 septembre 2007 ; le tournage en fut interrompu par la grève des scénaristes et a depuis été annulé.
Titus est également le fondateur de The Insight Project, une association à but non lucratif qui collecte de l’argent pour les enfants qui ont subi un environnement violent.

## Anecdotes
- En 2004, le spectacle de stand-up de Titus, Norman Rockwell is Bleeding, a été filmé et diffusé sur Showtime. En janvier 2006, il a été rediffusé sur Comedy Central, à la fois en première partie de soirée et durant la partie Secret Stash de la programmation.
- En novembre 2006, il a fait une tournée en Irak où il a fait du stand-up pour les soldats américains.
- Titus possède une Chevrolet Bel Air Convertible de 1956 (à l’origine, une berline à deux portes) modifiée par Chip Foose pour augmenter sa vitesse.
- Son sketch d’introduction pour sa représentation spéciale 5th Annual End of the World Tour était Slade Ham.
- On le confond souvent avec l’acteur Nick Nolte.